# The Firm, Inc.
The Firm é uma empresa de produção de filmes, conteúdo para televisão e gestão de talentos com sede em Santa Mônica, Califórnia, Estados Unidos. Fundada em 1997, interrompeu as operações em novembro de 2008 e foi relançada por seu fundador, Jeff Kwatinetz, em agosto de 2015. As divisões da empresa também incluem uma gravadora e um grupo de marketing.

## História
The Firm foi fundada pelos gerentes Jeff Kwatinetz e Michael Green no ano de 1997. Operando originalmente fora do apartamento de Kwatinetz em Malibu, a empresa foi descrita pelo jornal Los Angeles Times, como "correndo pela indústria da música com a velocidade de um trem-bala" e, em 2000, representava um grupo sólido de atores e músicos que haviam gerado mais de US$ 1,5 bilhão de dólares em receita bruta. Kwatinetz fez parceria com David Baram e Rick Yorn para ajudar a administrar a operação, mais tarde trazendo novos talentos, incluindo Criss Angel e Denzel Washington.
Em 2002, o The Firm comprou o Artist Management Group (AMG) de Michael Ovitz e, em 2004, fundiu-se com a empresa de consultoria de entretenimento Integrated Entertainment Partners (IEP), liderada por Rich Frank, ex-presidente dos estúdios Disney. Durante sua primeira etapa de gerenciamento, a empresa representou os atores Leonardo DiCaprio, Cameron Diaz, Robert De Niro, o comediante DC Pierson e os músicos Kelly Clarkson, Korn, Ice Cube, Snoop Dogg, Dixie Chicks, Linkin Park, Backstreet Boys, Jennifer Lopez, Britney Spears, Limp Bizkit, entre outros. Além do êxito individual de seus clientes, a empresa destacou-se por sua presciência em misturar celebridades com marcas de consumo e por seu papel em arquitetar a aquisição da Warner Music por US $ 2,6 bilhões de dólares por um consórcio de capital privado. Suas operações foram encerradas em 2008.

## Prospect Park
Vários meses após o fechamento da The Firm em novembro de 2008, Kwatinetz e Frank fundaram a Prospect Park, uma empresa de entretenimento que replicou o escopo da The Firm. Financiado pelos bens pessoais de Kwatinetz, o Prospect Park focou no desenvolvimento e produção de filmes e materiais para televisão, e incluiu uma divisão de gerenciamento de artistas e uma gravadora. Em 2013, lançou uma nova rede de mídia interativa e televisão paga online de nome The Online Network contendo as novelas One Life to Live e All My Children. A empresa encerrou os dois programas em 2013, porque entrou com uma ação contra a emissora ABC, de quem eles haviam licenciado os direitos de ambas as séries. A Prospect Park declarou falência em 2014.

## Reativação
Em agosto de 2015, foi anunciado que a The Firm havia sido reativada, uma decisão que Kwatinetz disse basear-se nas "opiniões da comunidade criativa". Os executivos seniores da Prospect Park: Jeremy Summers, Angelica Cob-Baehler e Josh Barry fizeram a transição para a The Firm, e Robbie Brenner, ex-presidente de produção da Relativity Media, foi nomeado presidente da divisão de filmes da The Firm logo após o relançamento da empresa.
Sob a bandeira da Prospect Park Productions, a empresa passou a produzir as séries de televisão Salem para a WGN America em sua terceira temporada e Royal Pains da USA Network em sua oitava temporada; A partir de 2015, a The Firm desenvolveu projetos para plataformas de transmissão a cabo e digitais. Além disso, gerencia a empresa de produção do rapper Ice Cube, a Cube Vision e músicos como P.O.D. e Dead Sara. A The Firm ainda opera a Prospect Park Records, que lançou álbuns de artistas como Azealia Banks, Korn, You Me at Six e Five Finger Death Punch.